# Kematen in Tirol
Kematen in Tirol é um município da Áustria, situado no distrito de Innsbruck-Land, no estado do Tirol. Tem 6,99 km² de área e sua população em 2019 foi estimada em 2.963 habitantes.